# Tago förlag
Tago förlag var ett svenskt förlag, med ursprung i den av Rolf Classon, Olle Berg och Kerold Klang bildade ideella Föreningen Galago. 1985 fick föreningen en mer fast struktur i form av ett bokförlag, med fokus på tecknade serier: Tago.
Kärnan i Tagos utgivning var den alternativa serietidningen Galago, men man kom snart att publicera serieskapare från tidningen i separata album. Bland förlagets mest namnkunniga författare märks Joakim Pirinen, Ulf Lundkvist, Lena Ackebo och Charlie Christensen.
1993 köptes Tago upp av Atlantic Förlags AB som tidigare främst publicerat serietidningar. Under åren 1993–1997 kvarstod Tago som ett dotterbolag inom Atlantic, och majoriteten seriealbum och -böcker från denna period anges dessa två förlag som gemensamma utgivare. Därav kom Tago, som ditintills huvudsakligen publicerat inhemska författare, även att ge ut översatta serier. 1997 uppgick slutligen Tago helt i Atlantic och upphörde därmed att existera. 
1998 övergick Galago från Atlantic till bokförlaget Ordfront, som snart (enligt förlaget startade man verksamheten redan 1997) inledde en egen seriealbumsutgivning under etiketten Ordfront Galago. Forne Tago-frontmannen Rolf Classon etablerade 2001 ett nytt förlag, Kartago, vars författarstall kom att inkludera många av namnen från Tago.

## Utgivning

### Galago
43 nummer utgavs 1980–1995. Därefter övertog Atlantic utgivningen 1996-1998 (8 nummer), innan nuvarande (2017) förlaget Ordfront tog över.

### Svenska originalalbum
Inklusive album bestående av skämtteckningar:
- Välkommen till sandlådan av Joakim Pirinen (1983)
- Öronälskarenav Ulf Lodin (1983)
- Socker-Conny av Joakim Pirinen (1985)
- Djupfryst i hemmet av Ulf Lundkvist (1986)
- Storfamiljen på semester av Lars Hillersberg och Peter Wanger (1986)
- Gas av Joakim Pirinen (1987)
- Klas Katt på nya äventyr av Gunnar Lundkvist (1987)
- Lycra Neon av Lena Ackebo (1987)
- Schuckert! av Ulf Lundkvist (1987)
- Stora serier i litet format 1: Allt på avbetalning av Ulf Lundkvist (1988)
- Stora serier i litet format 2: James Börd möter Korpen från Kreml av Lena Ackebo (1988)
- Stora serier i litet format 3: Babsan & Co. av Agneta Persson (1988)
- Arne Anka Del 1 av Charlie Christensen (1989)
- Kvarteret Kniven – samlade serier av Joakim Pirinen (1989)
- Stora serier i litet format 4: Tassa vidare av Ulf Lundkvist (1989)
- Stora serier i litet format 5: En resa jorden runt av Oskar Andersson (1989)
- Stora serier i litet format 6: Folk köper skit! av Ulf Frödin (1989)
- Detta har hänt av Jan Stenmark (1990)
- Medan kaffet kallnar av Ulf Lundkvist (1990)
- Skräck i natten av Ami Furustam (1990)
- Åke Jävel - århundradets hjälte av Lars Sjunnesson (1990)
- Arne Anka– del II av Charlie Christensen (1991)
- Assar av Ulf Lundkvist (1991)
- Döden steker en flamingo av David Nessle (1991)
- Ur en fattiglapps dagbok av Susanne Fredelius (1991)
- Amen härregud! av Lena Ackebo (1992)
- Assar 2:  Moln över Nollberga av Ulf Lundkvist (1992)
- Den sjunde björnen av Joakim Pirinen (1992)
- Det började med fåglar av Jan Stenmark (1992)
- Gene, Fred & Judy av John Andersson (1992)
- Pixy av Max Andersson (1992)
- Arne Anka– del III av Charlie Christensen (1993)
- Assar: 3 Full fräs av Ulf Lundkvist (1993)
- Bjarne & Bempa blir bikers av Joakim Lindengren (1993)
- Döden i hälarna av Ulf Lundkvist (1993)
- Raj-raj av Lars Sjunnesson (1993)
- Syborgs förbannelse av Anna Höglund (1993)
- Assar 4: Razors hämnd av Ulf Lundkvist (1994)
- John Holmes och Sherlock Watson av Joakim Lindengren och David Nessle (1994)
- Land och rike av Jan Stenmark (1994)
- Vakuumneger av Max Andersson (1994)
- Ärligt talat av Monica Hellström (1994)
- Alla kan tralla av Lena Ackebo (1995)
- Arne Anka– del IV av Charlie Christensen (1995)
- Den heliga Barbara av Martina Edoh Holtermann (1995)
- [[Horisonten (seriealbum}|Horisonten]] av Jan Stenmark (1995)
- Ikoner av Charlie Christensen (1995)
- Split Vision av Joakim Pirinen (1995)
- Ledig lördag av Ulf Lundkvist (1996)
- Singel i stan av Emma Hamberg (1996)
- Tago humorpocket 1: Gottfrids känsla för feeling av Anders Post (1996)
- Tago humorpocket 2: Generalknas av Kerold Klang (1996)
- Ärligt talat 2: The Revenge av Monica Hellström (1996)
- Gare du Nord (engelskspråkig antologi med Galago-serier, 1997)
- Jag Arne av Charlie Christensen (1997)
- Peer Gynt - Historien om en man av Sara Lundberg (1997)

### Översatta serier
Från engelskan, om inget annat anges.
- Blitz Tours av Christopher Nielsen (från norskan, 1991)
- Ernie 3: Älgkontakt av tredje graden av Bud Grace (1995)
- Dogberts stora businessbok av Scott Adams (1996)
- Ernie 4: Utan brallor i Bayonne av Bud Grace (1996)
- FoxTrot av Bill Amend (1996)
- Hög klubba av Bud Grace (1996)
- Sarajevo Tango av Hermann Huppen och Yves H. (1996, från franskan)
- Tago humorpocket 3: Ernie, hur é läget? av Bud Grace (1996)
- Dogberts handbok för idioter av Scott Adams (1997)
- GON 1 av Masashi Tanaka (1997, ordlös japansk serie)
- GON 2 av Masashi Tanaka (1997, ordlös japansk serie)
- Låg ribba av Bud Grace (1997)
- Mad snöar in på sextiotalet (1997)
- Tago humorpocket 4: Ernie får oväntat besök av Bud Grace (1997)

### Inbundna serietidningsårgångar
- Årgångs-Larson! 1996
- Årgångs-Ernie 1996
- Årgångs-Pyton 1996

### Övrigt
Förlaget hade även en mindre utgivning av böcker utanför seriegenren, varav somligt var serierelaterat:
- Bertil Masonit av Nisse Larsson (roman, rikt illustrerad av Ulf Lundkvist, 1990)
- Arne Anka: Bombad & sänkt av Charlie Christensen (roman, 1993)
- Familjen Bra och andra relationer av Joakim Pirinen (dramatik, utgivet i samarbete med Bakhåll, 1993)
- Arne Anka: En afton på Zekes av Charlie Christensen (dramatik, 1995)
- Pirayaklubbens handbok för fula fiskar av Dan Glimne (illustrerad med Ernie-strippar av Bud Grace, 1997)
- samt barnböcker av Martina Edoh Holtermann, Joakim Lindengren, och David Nessle.